# Улица Гассара (Казань)
Улица Гассара (тат. Гассар урамы, Gassar uramı, گاسسار ئورامىٰ) — улица в историческом районе Николаевская слобода Приволжского района Казани. Названа в честь революционера Сергея Гассара (1877-1918).

## География
Пересекается со следующими улицами:
- улица Ватутина

До середины XX века пересекалась также с улицами Братьев Петряевых и Булгар.
Ближайшие параллельные улицы: Производственная и Габдуллы Тукая.

## История
До революции 1917 года носила название Заводская улица и относилась к 5-й полицейской части. Современное название присвоено 2 ноября 1927 года.
На 1939 год на улице имелось около 15 домовладений: №№ 1/11–17 по нечётной стороне и №№ 2/13–14/8 по чётной. Большинство домов были частновладельческими; в доме № 4/15 располагалась Плетенёвская больница, в доме № 14/8 — склад Татснабсбыта.
В первые годы советской власти административно относилась к 5-й части города; после введения в городе административных районов относилась к Сталинскому (с 1956 года Приволжскому) району.